# Stanford (Kent)
Pour les articles homonymes, voir Stanford.
Stanford est un village et un civil parish, dans le district de Folkestone and Hythe situé dans le comté du Kent en Angleterre. Stanford est situé près de la ville d'Ashford. Il y a un moulin à vent au nord de la M20 et à l'ouest de Stone Street. 